# 武者ヶ谷1号墳
武者ケ谷1号墳（むしゃがたに1ごうふん）は京都府福知山市堀小字小谷3370-4番地にある古墳時代中期の古墳。方墳。

## 概要
武者ヶ谷第1古墳はJR福知山駅から南方に約1.6kmにあり、福知山盆地南西部の丘陸上に位置している。行政区画上では京都府福知山市字堀小字小谷3370-4番地にあたり、福知山公立大学内の敷地内に位置する。
地質学的には「岡・正明寺段丘」と呼ばれる段丘地帯に属している。北に由良川及び由良川旧河川、東に「豊富谷」、西に土師川、南は山塊地帯が連なっているが、北側は眺望が広がる好環境地に位置している。この段丘地帯は標高30m〜50mの比較的緩やかな丘陵が広がっており、浅く開析する小河川により谷と丘陵が複雑に連続している。大きな平野部を持たない起伏の多い地形である。
名称となる「武者ヶ谷」は、調査地西方に広がる小字名であり、その名称どおり南北に地形が河川の侵食によって刻まれた谷地形を呈している。名前の由来としては、南方の山頂部に所在する荒神山城跡・切岸山城跡・西山城跡などの中世山城が考えられる。江戸寛政期に編纂された「丹波志」にもその名が確認されている。
周辺部の遺跡のあり方は、南方山塊頂部に先述した中世山城が所在するほか、由良流域を望む丘陵縁辺部に古墳時代初頭から古墳時代後期にかけての古墳群が累々と築かれている。これらの古墳群には「景初4年銘鏡」の出土があった広峯・寺ノ段古墳群など、周辺地域を代表する遺跡が多く存在している。中丹地域の古墳時代を解明するための資料が多く残されている。

## 墳丘
武者ヶ谷1号墳の墳丘は、丘陵稜線を利用して築造されている。墳丘幅は尾根幅いっぱいであり、丘陵の上位側とは幅5メートルに及ぶ大規模な堀割によって区画される。墳丘下半部は旧地形を削り出し、上半部は盛り土によって形成されている。
現在では墳丘の上半部が完全に削平されており、元々の墳高は明らかではないが、少なくとも現状より1.5メートル高く、全体では3.0メートル以上であったと推定されている。墳形は尾根筋方向にやや長い長方形をしているが、地形の影響を受けていることが考えられる。

## 埋葬施設
墳丘内には2つの埋葬施設（第1主体部と第2主体部）が確認されている。

### 第1主体部
墳丘の中央に位置し、比較的良好に保存されている。横穴式石室を持ち、その構造は次の通りである。石室は羨道（入口部分）が短く、玄室（主室）は長さ2.4m、幅1.3m、高さ1.8mの四角形である。天井は巨石2枚で構成され、側壁は板石5枚で作られている。床面は自然の岩盤を削り、平坦に整地されている。
埋葬施設は割竹形木棺直葬（長さ2.1m、幅0.9m、深さ0.8m）で、内部から9号土器片、鉄刀、鉄鏃が出土している。9号土器片は口縁部に凹線文が施され、体部には櫛描紋がある。鉄刀は刀身が45cmの片刃構造であり、鉄鏃は長さ5cmの鏃身のみが残存している。これらの遺物から、この主体部は5世紀前半に築造されたと推定されている。

### 第2主体部
墳丘南東端に位置しているが、盗掘により破壊が進み、詳細な構造は不明である。ただし、出土した遺物から第1主体部より若干新しい時期のものと考えられている。

## 出土品

### 銅鏡

#### 内行花文鏡
6花弁から成り、花弁内には11+12+12+9+9+10の斑点文と内区端には133本の櫛歯文がある。

### 玉類
出土位置および点数から、勾玉を中心飾りとする頸飾が推定される。

#### 勾玉
瑪瑙製勾玉が2点出土している。黄白色透明で朱色の脈を持つC字型の中形品であり、やや角ばった断面を持つ。全長23mm、幅15.3mm、厚さ7.7mmで、片面穿孔が施されている。
赤褐色半透明で内部に多くの気泡を持つC字型の小型品である。全長26.1mm、幅19.8mm、厚さ9.5mmで、片面穿孔が施され、粗い仕上げが特徴である。

#### 管玉
碧玉製の管玉が3点出土している。淡緑白色の管玉が2点出土され、全長22.2mmと18.2mm、直径5.0mmと5.3mmで、片面穿孔である。残りの1点は淡緑灰色で、全長20.1mm、直径5.2mmの片面穿孔のものである。

#### 丸玉
管玉に接して出土した赤茶褐色の琥珀製丸玉が2点確認されている。直径は5.7mmと7.2mm、厚さは7.5mmと8.5mmである。

#### ガラス小玉
青を基本の色調とし、やや明るいもの、やや暗いもの、緑色の強いものに分類される。形状は短い臼玉状のもの、丸玉状のもの、やや長い管玉状のものがある。

### 埴輪片
堀割り溝底で検出された埴輪片は4点である。全体的に摩耗が激しく、詳しい調整などは判別しにくい状態である。　